# Кобасе Кендзі
Кобасе Кендзі (порт. Kenji Kobase, 31 липня 1987) — бразильський плавець.
Учасник Олімпійських Ігор 2016 року.